# Orden „Rote Fahne der Arbeit“

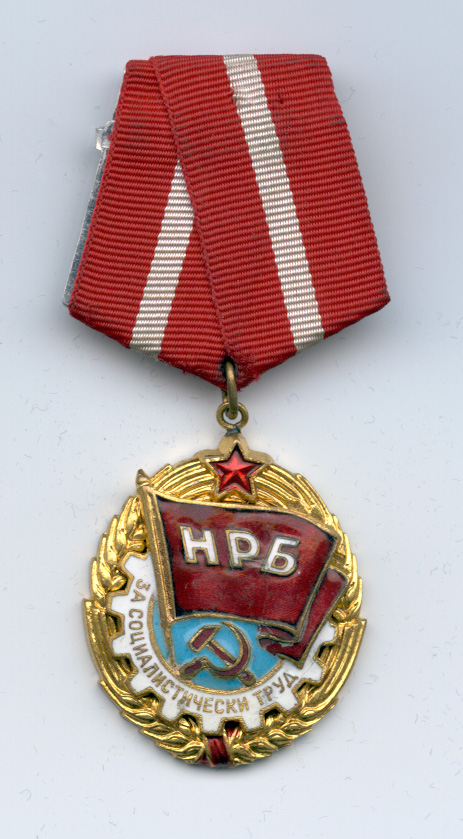
Orden „Rote Fahne der Arbeit“

Der Orden „Rote Fahne der Arbeit“ (bulgarisch Орден „Червено знаме на труда“/Orden „Tscherweno Sname na truda“) wurde per Dekret vom 13. Dezember 1950 durch das Präsidium der bulgarischen Nationalversammlung in einer Stufe gestiftet und konnte In- und Ausländern verliehen werden, die sich für Erfolge im kulturellen, politischen, sozialen oder wirtschaftlichen Leben um die Volksrepublik Bulgarien verdient gemacht haben. Ebenso war eine Verleihung an Kollektive und Institutionen möglich.

## Aussehen
Die Auszeichnung ist eine hochovale vergoldete Medaille mit einem aus Weizenähren gebildeten Rand. Sie zeigt auf blau emaillierten Grund die Symbole Hammer und Sichel, umgeben von einem weißen Zahnrad mit der Inschrift ЗА СОЦИАЛИСТИЧЕСКИ ТРУД (Für Sozialistische Arbeit) und ist überragt von einer roten Fahne mit dem Monogramm НРБ (Volksrepublik Bulgarien).

## Trageweise
Getragen wird die Auszeichnung an einem roten Band mit einem weißen Mittelstreifen.

## Verleihungen
Die erste Verleihung fand am 6. April 1951 an den bulgarischen Minister für Aufbau und Verkehr Generalleutnant Blagoj Iwanow statt.